# Comuna Pićan, Istria
Pićan este o comună în cantonul Istria, Croația, având o populație de 1.827 de locuitori (2011).

## Demografie
Componența etnică a comunei Pićan
     Croați (74,44%)
     Necunoscut (0,6%)
     Neclasificat (24,58%)
Componența confesională a comunei Pićan
     Catolici (94,91%)
     Fără religie și atei (1,42%)
     Necunoscută (1,92%)
     Alte religii (1,75%)
Conform recensământului din 2011, comuna Pićan avea 1.827 de locuitori. Din punct de vedere etnic, majoritatea locuitorilor (74,44%) erau croați, cu o minoritate de afiliați religios (22,06%). Apartenența etnică nu este cunoscută în cazul a 0,6% din locuitori. Din punct de vedere confesional, majoritatea locuitorilor (94,91%) erau catolici, cu o minoritate de persoane fără religie și atei (1,42%). Pentru 1,92% din locuitori nu este cunoscută apartenența confesională.